# MROゴールデンナイター
MROゴールデンナイター（エムアールオーゴールデンナイター）は、北陸放送（MROラジオ）が、ナイターシーズンに放送するプロ野球中継のタイトルである。

## 放送データ
- 放送日時：水曜日 - 金曜日 ／ 19:00 - 21:00（延長対応なし）
  - タイトルアナウンスは「MRO〇曜（曜日名）ゴールデンナイター」（例:金曜日の場合「MRO金曜ゴールデンナイター」）である。その後に2017年までは「この時間は、TBSラジオ、アール・エフ・ラジオ日本他、JRN系列（火曜）/ニッポン放送他、NRN系列（水・木・金曜）各放送局の製作でお送りします。」とのコメントがあった。
  - テーマ曲については長年レイモンド服部の「コバルトの空」を使用していたが。2022年現在は曲が変更されている。
  - 2017年までは延長対応があり、野球中継が延長された場合、この野球中継の終了後に放送される「駒田徳広のミュージックブルペン」（タイムテーブル上は21:00から）は、時間縮小か、もしくは休止となっていた。

### 放送ネット
ペナントレース
：NRNナイター（キー局：ニッポン放送）
2009年（平成21年）までは土曜日・日曜日の放送もあり、JRNナイターをネット受けしていたが、2010年（平成22年）からはTBSラジオが土曜日・日曜日の全国放送を取りやめたため、MROもペナントレースは平日のみの中継となった。この名残で、後述の日本シリーズ中継では2010年も引き続き土曜日・日曜日開催分はJRN受けとしていた。2017年限りでTBSラジオからのJRNナイター配信が終了したことに伴って、2018年から放送枠を水 - 金曜日に縮小している。廃枠後の火曜日には、18・20時台を自主編成へ切り替える一方で、19:00 - 20:00にTBSラジオ制作のワイド番組（2023年まで『アフター6ジャンクション』、2024年から『荻上チキ・Session』）を同時ネットで放送する。
制作担当局
※火曜はネットが終了した2017年時点のもの。
| 地域（球団）／曜日         | 火     | 水  | 木  | 金  |
| 基本系列                   | JRN    | NRN | NRN | NRN |
| 北海道（日）               | HBC    | STV | STV | STV |
| 宮城（楽）                 | TBC    | TBC | TBC | TBC |
| 関東（巨・ヤ・横・西・ロ） | TBS/RF | LF  | LF  | LF  |
| 東海（中）                 | CBC    | SF  | SF  | SF  |
| 近畿（神・オ）             | ABC    | MBS | MBS | ABC |
| 広島（広）                 | RCC    | RCC | RCC | RCC |
| 福岡（ソ）                 | RKB    | KBC | KBC | KBC |
| -------------------------- | ------ | --- | --- | --- |

1. ↑  JRN（TBSラジオ）ネットの時はヤクルト主催ゲームの中継はできない（日本シリーズおよび本拠地球場開催のオールスターゲームを除く）。

日本シリーズ
第1・2・3・6・7戦：JRN
キー局：TBSラジオ
制作局：TBSラジオ・CBCラジオ・毎日放送（第3戦のみ）・朝日放送（第3戦以外）・中国放送・RKB毎日放送・北海道放送・東北放送
第4・5戦：NRN
キー局：ニッポン放送（西暦奇数年は第4戦、偶数年は第5戦）・文化放送（西暦偶数年は第4戦、奇数年は第5戦）
制作局：ニッポン放送・文化放送・東海ラジオ・朝日放送・中国放送（現時点では裏送りか本番かは未定）・九州朝日放送・STVラジオ・東北放送
なお、日本シリーズ中継のネットは2016年を最後に取りやめた。

### 石川県内開催分について
- NPBの石川県内で開催されるナイター（もっぱら石川県立野球場で開催される）は、特に中日ドラゴンズ主催分に関しては、北陸放送と北陸中日新聞との関係が現在は希薄（ただ、北陸放送と北國新聞の関係が冷却化していた時期は北陸中日新聞が提供スポンサーだったことがあった）であるためか優先中継されることはなく、他チーム主催を含めても、巨人戦もしくは予備カードに当たらない限りまず中継されない。また、デーゲームが開催されてもラジオ中継はされない。
  - なお、2008年（平成20年）5月14日に同球場で開催された『広島 vs 阪神』は、『RCCカープナイター』を同時放送した（毎日放送・朝日放送は自社制作）。
- ベースボール・チャレンジ・リーグについては、2007年（平成19年）4月29日には北信越ベースボールチャレンジリーグ（当時の名称）の石川県での開幕戦があったため、北信越BCリーグの試合を放送した。2008年（平成20年）5月18日にも『石川 vs 群馬』を放送した。